# Harutyun Merdinyan
Harutyun Merdinyan (in armeno Հարություն Մերդինյան?; Erevan, 16 agosto 1984) è un ginnasta armeno.

## Palmarès

### Mondiali
- 1 medaglia:
  - 1 bronzo (Glasgow 2015 nel cavallo con maniglie)

### Europei
- 6 medaglie:
  - 2 ori (Berna 2016 nel cavallo con maniglie; Monaco 2022 nel cavallo con maniglie)
  - 1 argento (Montpellier 2015 nel cavallo con maniglie)
  - 3 bronzi (Berlino 2011 nel cavallo con maniglie; Montpellier 2012 nel cavallo con maniglie; Cluj-Napoca 2017 nel cavallo con maniglie)